# 费迪南·比松
费迪南·爱德华·比松（法語：Ferdinand Édouard Buisson，1841年12月20日—1932年2月16日），法国教育官员，新教牧师，和平主义和社会主义政治家，1902年至1906年领导教育联盟，曾创办并在1914年至1926年间领导人权联盟。曾创作了关于塞巴斯蒂安·卡斯特利奥的论文，认为自己和塞巴斯蒂安·卡斯特利奥都是“自由派新教徒”。1905年，他在议会主持了推进政教分离的委员会。通过教育联盟，他积极推进世俗教育，并创造了法语世俗性一词。他在1927年与路德维希·奎德一同获得诺贝尔和平奖。